# Allium xiphopetalum
Allium xiphopetalum är en amaryllisväxtart som beskrevs av James Edward Tierney Aitchison och John Gilbert Baker. Allium xiphopetalum ingår i släktet lökar, och familjen amaryllisväxter. Inga underarter finns listade i Catalogue of Life.